# Majdi Siddiq
Majdi Siddiq (en árabe: مجدي صديق‎; Riad, Arabia Saudita; 3 de septiembre de 1985) es un futbolista de Catar nacido en Arabia Saudita que juega en la posición de centrocampista en el Al-Sailiya SC de la Liga de fútbol de Catar.

## carrera

### Club
| Periodo   | Club                   |
| --------- | ---------------------- |
| 2002–2003 | Al-Markhiya SC         |
| 2003–2008 | Al-Khor SC             |
| 2008–2009 | Al-Rayyan SC           |
| 2009–2011 | Al Sadd SC             |
| 2011–2013 | Al-Arabi Doha          |
| 2013      | Al-Gharafa SC          |
| 2013-     | Al-Sailiya SC          |
| 2017      | → El Jaish SC (cedido) |

### Selección nacional
Jugó para Catar en 56 ocasiones de 2004 a 2015 y anotó cuatro goles; ganó la medalla de oro en los Juegos Asiáticos de 2006 y participó en la Copa Asiática 2007.

## Logros

### Club
- Liga de fútbol de Catar: 2010-11
- Copa del Jeque Jassem: 2011
- Copa de Catar: 2021
- Copa de las Estrellas de Catar: 2020-21

### Selección nacional
- Juegos Asiáticos: 2006

## Estadísticas

### Goles con selección nacional
| #  | Fecha     | Sede          | Rival      | Resultado | Torneo                                               |
| -- | --------- | ------------- | ---------- | --------- | ---------------------------------------------------- |
| 1. | 13-2-2004 | Doha, Catar   | Baréin     | 2-0       | Amistoso                                             |
| 2. | 6-9-2008  | Doha, Catar   | Uzbekistán | 3–0       | Clasificación para la Copa Mundial de Fútbol de 2010 |
| 3. | 11-1-2009 | Mascate, Omán | Yemen      | 2–1       | 2009 Gulf Cup of Nations                             |
| 4. | 3-9-2010  | Doha, Catar   | Baréin     | 1–1       | Amistoso                                             |